# 아이 러브 유 (1988년 드라마)
《아이 러브 유》는 1988년 10월 9일에 MBC TV에서 방영된 베스트셀러극장이다.

## 출연
- 이덕화
- 박칼린
- 권재희
- 이계인
- 김무생
- 김복희
- 이영후
- 최병학
- 서영애
- 박영지
- 김두삼
- 한영숙
- 신국
- 박성식
- 조정순
- 김영석
- 이영자
- 마이클
- 윤선빈(아역출연)
- 여민구(아역출연)
- 김석빈(아역출연)